# Rikard Burgundski
Rikard Burgundski (francuski Richard de Bourgogne; 858. – Sens, 921.) bio je grof Autuna te vojvoda (latinski dux) Burgundije. 
Njegov službeni naslov bio je dux Burgundionem (ili dux Burgundiae).

## Obitelj i život
Rikard je bio sin plemića zvanog Bivin; Rikardova je majka bila Bivinova supruga, čije je ime možda bilo Richilda (možda je Rikard po njoj nazvan).
Njegov brat je bio kralj Donje Burgundije, Boso Provansalski. Sestra im je bila kraljica Richilda. Njezin je muž bio kralj Francuske Karlo II. Ćelavi.
Nakon smrti Ludovika II., 875., Rikard i njegov brat pratili su Karla u Italiju. 879. Boso je postao kralj Provanse. 
Rikard je umro u Sensu te je tamo i pokopan. 
Dok je Rikard umirao, biskup ga je tražio da zamoli Boga za oprost jer je "prolio toliko mnogo krvi".

## Brak
Rikardova je supruga bila plemkinja Adelajda od Auxerrea.
Dobili su 6 djece:
- Rudolf, kralj Francuske,[3] muž Eme
- Hugo Crni[4]
- Boso
- Ermengarda Burgundska
- Adelajda Burgundska
- Richilda Burgundska